# Віковий дуб (Шполянське лісництво, квартал 35, виділ 10)
Віковий дуб — ботанічна пам'ятка природи місцевого значення. Об'єкт розташований на території Шполянського району Черкаської області, квартал 35, виділ 10 Шполянського лісництва.
Площа — 0,01 га, статус отриманий 27 червня 1972 року.